# L'Isle-Arné
L'Isle-Arné is een gemeente in het Franse departement Gers (regio Occitanie) en telt 82 inwoners (1999). De plaats maakt deel uit van het arrondissement Auch.

## Geografie
De oppervlakte van L'Isle-Arné bedraagt 6,9 km², de bevolkingsdichtheid is 11,9 inwoners per km².
De onderstaande kaart toont de ligging van L'Isle-Arné met de belangrijkste infrastructuur en aangrenzende gemeenten.

## Demografie
Onderstaande figuur toont het verloop van het inwonertal (bron: INSEE-tellingen).